# Vidaliellidae
Vidaliellidae zijn een familie van weekdieren uit de klasse van de Gastropoda (slakken).

## Taxonomie
De volgende geslachten zijn bij de familie ingedeeld:
- † Arabicolaria Harzhauser & Neubauer in Harzhauser et al., 2016
- † Pacaudiella Harzhauser & Neubauer in Harzhauser et al., 2016